# Rustpunten XXL
Rustpunten XXL is een artistiek kunstwerk in Diemen.
Het bestaat uit een drieluik aan beelden van cortenstaal van Maree Blok en Bas Lugthart. De beelden staan in een langgerekt pad op de noordoostelijke oever van de Weespertrekvaart. Het pad vormt de scheiding met de Hartveldseweg en Muiderstraatweg. Deze wegen kregen in de jaren voorafgaand aan de plaatsing in 2019/2020 een grote herindeling en werden daarbij getransformeerd tot stadsweg. De Rustpunten moeten volgens de kunstenaars gezien worden in de letterlijke omschrijving van rustpunten. Door middel van bankjes bij de beelden wordt de bezoeker uitgenodigd even rust te nemen. De beelden zijn opgewerkt. Uitvoering kan het best omschreven worden als "tekeningen in de lucht". Weergegeven zijn drie vrouwen in rust. De beelden zijn tien meter lang en ongeveer drie meter hoog.
Alle drie de beelden zijn “afgewerkt” met een eend; ze vormen samen de drie eenden uit het wapen van Diemen.
Vlissingen kent ook een “rustpunt” van het kunstenaarsduo; het is echter fel rood en uiteraard zonder eend.

## Afbeeldingen

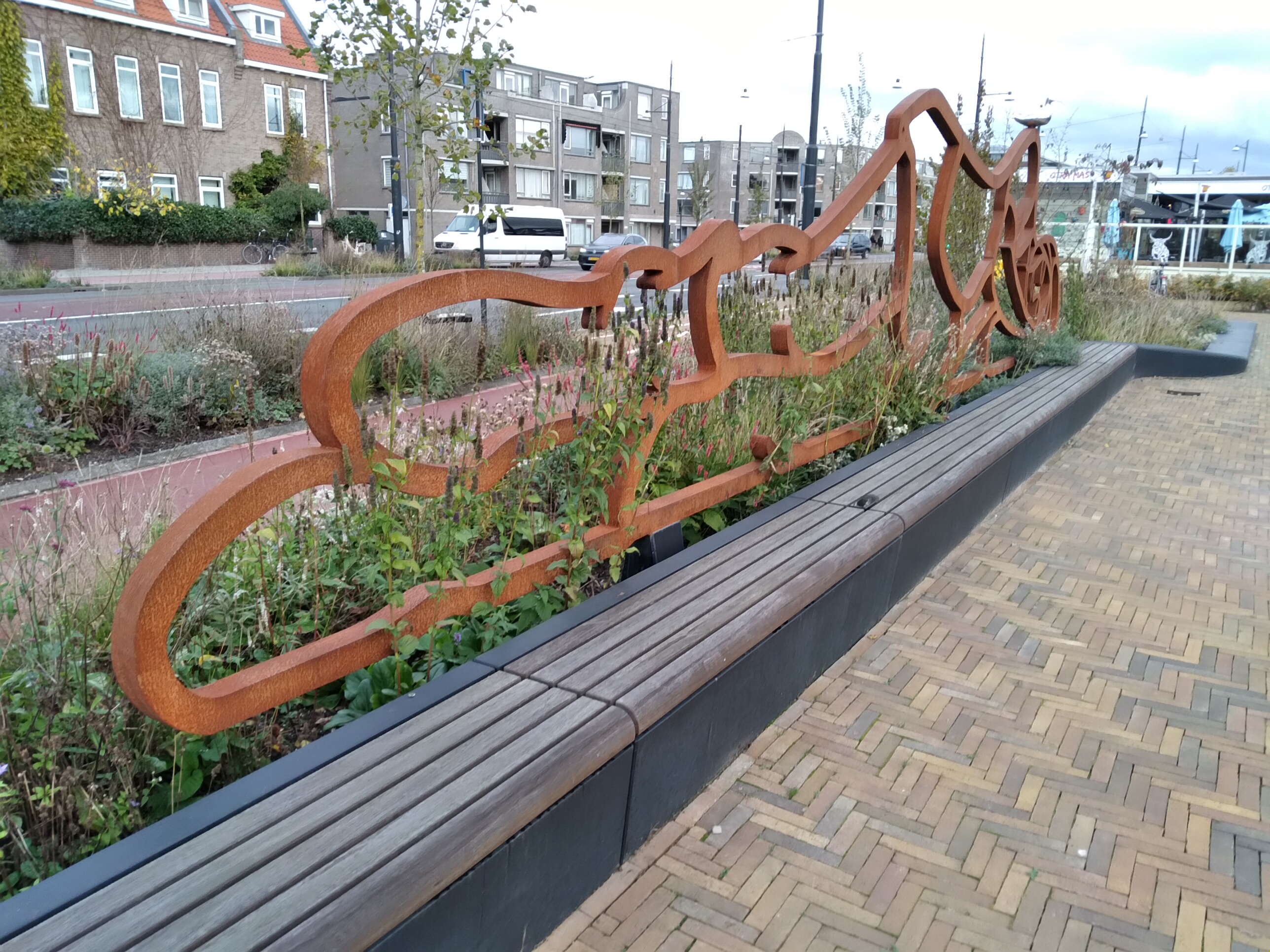
Deel 2 van Rustpunten XXL (november 2021)
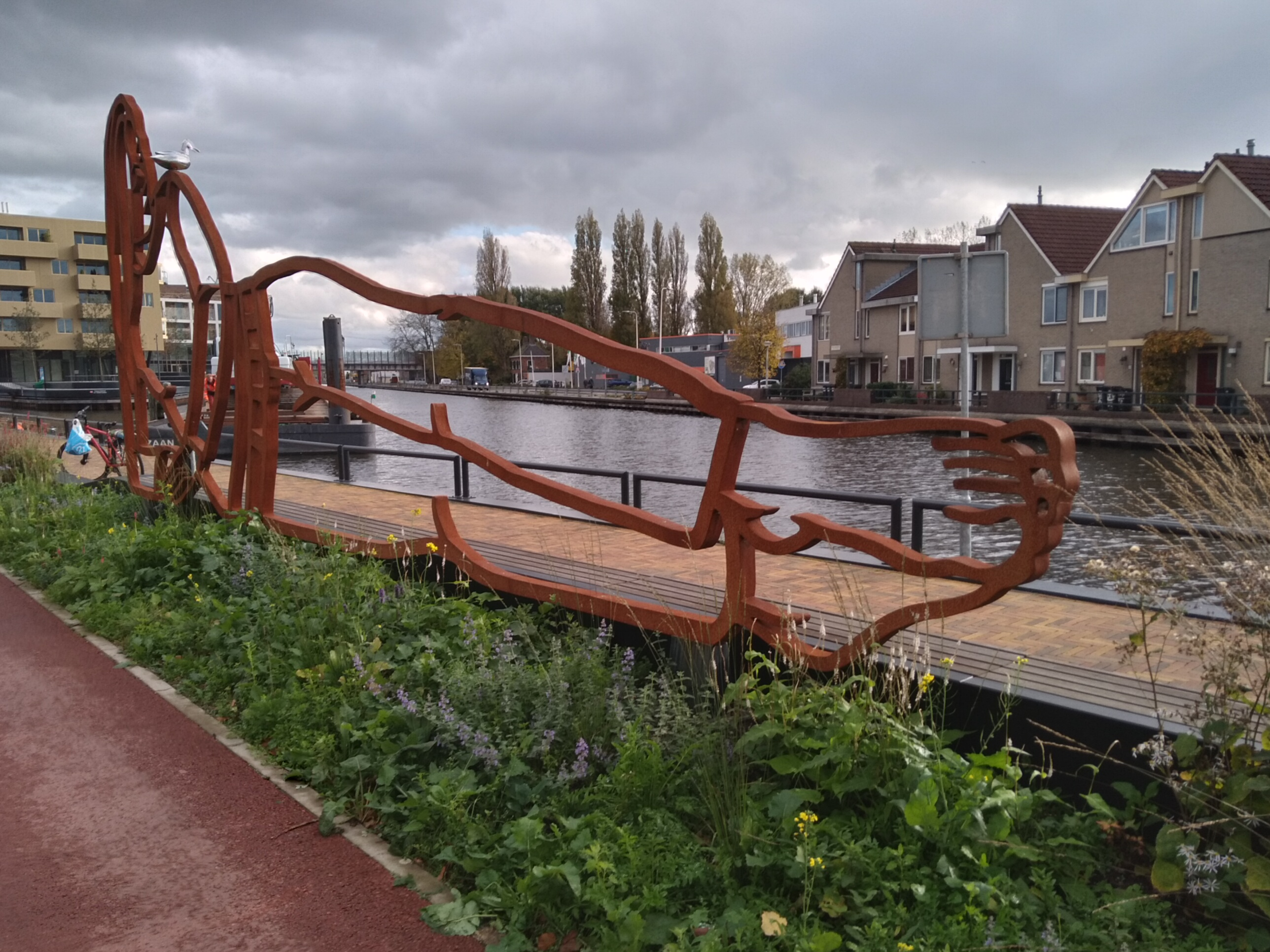
Deel 3 van Rustpunten XXL (november 2021)
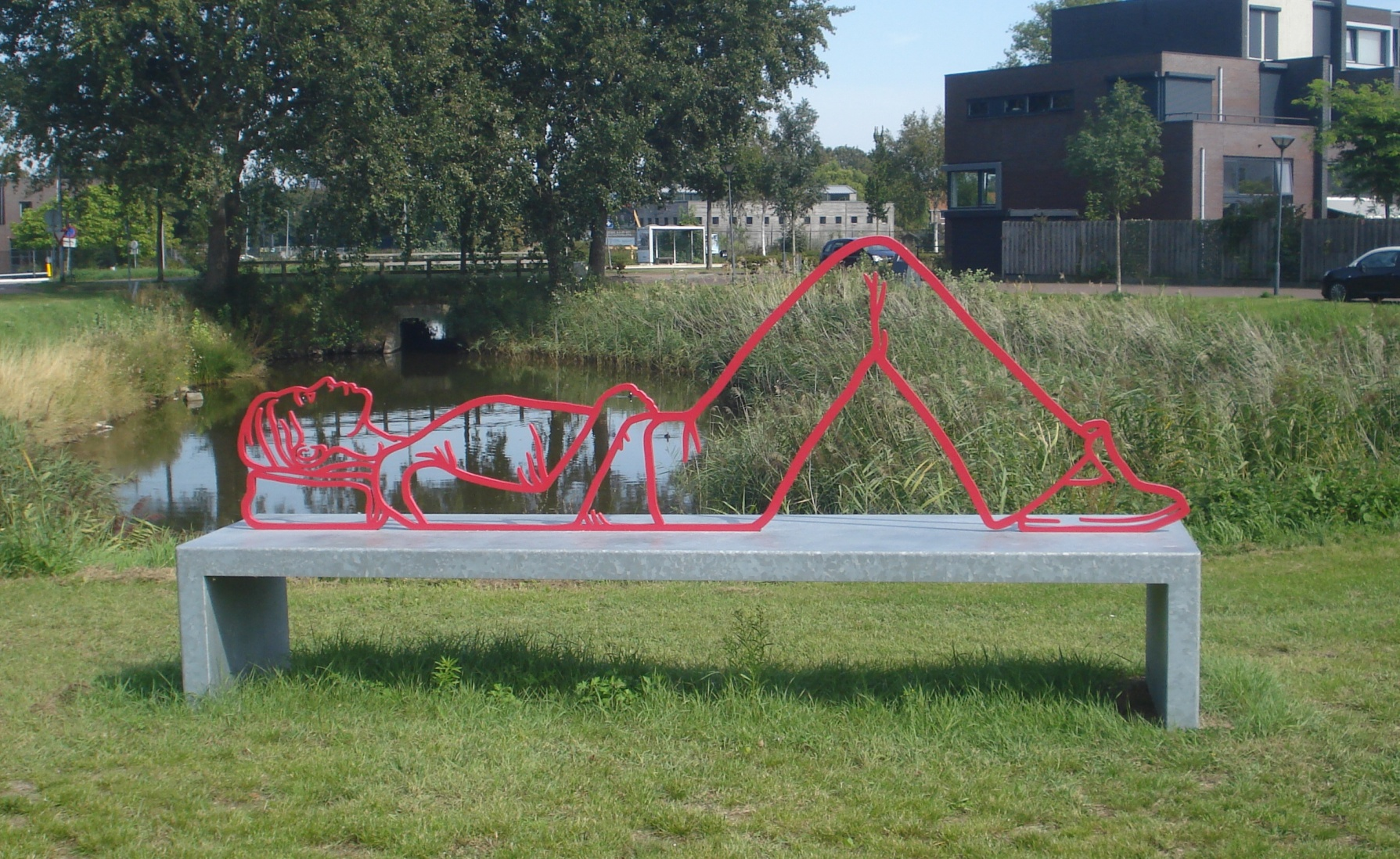
Rustpunt Vlissingen (augustus 2019)